# Horstedt (Basse-Saxe)
Pour les articles homonymes, voir Horstedt.
Horstedt est une municipalité allemande du land de Basse-Saxe et de l'arrondissement de Rotenburg. En 2015, elle comptait 1 293 habitants.

## Source
- (de) Cet article est partiellement ou en totalité issu de l’article de Wikipédia en allemand intitulé « Horstedt (Niedersachsen) » (voir la liste des auteurs).